# Canterbury Comes to London
Canterbury Comes to London - Live from the Astoria  is het zevenentwintigste album van de Britse progressieve rockband Caravan. Het zijn nieuwe opnames van oude nummers van Caravan.
Het betreft opnames gemaakt in september 1997 in The Astoria in Londen.

## Tracklist
1. Memory Lain, Hugh - 5:04 / Headloss - 4:53
2. Nine Feet Underground - 17:33
3. The Dog, The Dog, He's At It Again - 6:28
4. Cold As Ice - 5:47
5. Somewhere In Your Heart - 6:42
6. I Know Why You're Laughing - 5:47
7. Liar - 6:42
8. For Richard - 11:04
9. Golf Girl - 7:08

## Bezetting
- Pye Hastings, zang, gitaar
- Geoff Richardson altviool, mandoline, dwarsfluit, zang
- David Sinclair keyboards
- Jim Leverton, basgitaar, zang
- Richard Coughlan, drums
- Doug Boyle gitaar
- Simon Bentall percussie